# 张伟 (1968年)
张伟（1968年—），男，汉族，中华人民共和国政治人物，清华大学生物化工专业硕士，中欧国际工商学院EMBA硕士学位，高级经济师。现任中国共产党第二十届中央委员会候补委员，国家石油天然气管网集团有限公司董事长。

## 生平
1995年5月，加入中化集团，先后担任磷肥部、营销管理部、市场分销部、直销部负责人。
2002年1月， 任中化化肥公司副总经理。2005年6月，任中化国际实业副总经理。2005年12月，任中化道达尔油品有限公司总经理。
2007年8月，任中国种子集团公司常务副总经理。同年12月，升任总经理。2008年5月，兼任公司党委书记。
2009年9月，任中国中化集团总经理助理兼中国中化股份总经理助理。2011年12月， 张伟任中国中化集团公司党组成员、副总经理。2012年4月兼任中国中化股份有限公司副总经理。2015年1月，兼任中国中化股份有限公司总经理、董事。2016年11月，升任中国中化集团公司总经理、党组副书记。
2018年12月，调任中国石油天然气集团有限公司董事、总经理、党组副书记。2019年6月，当选公司副董事长。
2019年12月，辞去中石油职位，转任国家油气管网集团董事长。
2022年10月，于中国共产党二十大当选为中央候补委员。